# Pedro Juan Caballero (cidade)
Pedro Juan Caballero (coloquialmente Pedrojuán) é uma cidade localizada no nordeste do Paraguai. É a capital do departamento de Amambay e está localizada a 452 km de Assunção. De acordo com as projeções do INE para 2020, tem 122.190 habitantes e está ligada a Ponta Porã, cidade brasileira com a qual forma uma conurbação de mais de 200.000 habitantes. É o décimo terceiro distrito mais populoso, mas devido ao seu poder econômico e geopolítico, é a quarta cidade mais importante, atrás de Assunção, Ciudad del Este e Encarnación. É conhecido como o "terraço do país" porque fica a quase 700 metros acima do nível do mar. Seu nome homenageia um dos líderes da Independência Paraguaia, o capitão Pedro Juan Caballero.

## Origens
Pedro Juan Caballero se originou em torno de um pequeno lago. Baseou sua economia inicialmente no processamento de erva-mate (está localizado no extremo sul dos ervais de Tacurupyta, que, após a Guerra da Tríplice Aliança, foram quase totalmente passadas para as mãos do Brasil) e na exploração florestal. A 1 de dezembro de 1899, foi construída, perto da Lagoa Punta Porá, uma estação de polícia, uma data que é considerada como a da criação da cidade. Alguns estudiosos, no entanto, consideram que a data correta de fundação é 30 de agosto de 1901. Em 1899, don Jorge comerciante Casaccia, proprietário de grandes extensões de terras, plantações e de uma empresa de importação e exportação fundada no final da Guerra da Tríplice Aliança, grande accionista da "La Industrial Paraguaya" e do "Banco Mercantil", cedeu ao governo um terreno para a fixação da população, segundo conta S. A. Cardona.
A primeira casa foi construída em 1894, de propriedade de don Jose Tapia Ortiz, embora tenha fixado residência realmente em um lugar chamado "Portera", um ano após a fundação de Punta Porá. Mas, já em 1893, don Pablino Ramírez tinha se instalado com suas carroças e carreiros nas margens do Lago de Punta Porá, ficando, então, difícil saber ao certo quem foi o primeiro pedrojuanino "oficial". Pedro Juan Caballero foi fundada em 1 de dezembro de 1900. Em 13 de dezembro de 1901, se criou o primeiro juizado de paz, tendo, como primeiro magistrado, José Ramón Giménez. Em 29 de dezembro de 1905, se criou o Junta Econômica Administrativa para realizar atividades muito semelhantes às das atuais comunas e municipalidades.
Don Rufino Spika Henry foi o primeiro presidente. Em 10 de julho de 1945, a cidade de Pedro Juan Caballero foi designada capital do departamento de Amambay XIII. Na segunda metade do século XX, a cidade teve um rápido desenvolvimento comercial, sendo, atualmente, não apenas uma cidade de comércio fronteiriço com o Brasil, mas também uma cidade turística e sede de eventos internacionais.

## Geografia
Situada a 467 quilômetros da capital do país via Calle 6000, a 596 quilômetros de Ciudad del Este e a 280 quilômetros de Salto del Guairá, a cidade é importante via de comércio entre o Brasil e o Paraguai, além de ser um importante centro turístico. Ela está ligada a Ponta Porã, cidade brasileira com quem compõem uma conurbação de mais de 200 000 habitantes.

### Clima
O clima é tropical. A temperatura média anual é de 22 °C e a precipitação anual média é de cerca de 1 600 milímetros.

## População
O distrito tem um total de 122.190 habitantes de acordo com a estimativa feita pelo Departamento de Estatísticas, Pesquisas e Censos (2020); desse total 103.247 habitantes estão na zona urbana do distrito, o restante da população está na zona rural. É a cidade mais populosa e desenvolvida da região norte do país e concentra 71% da população departamental.

## Desporto

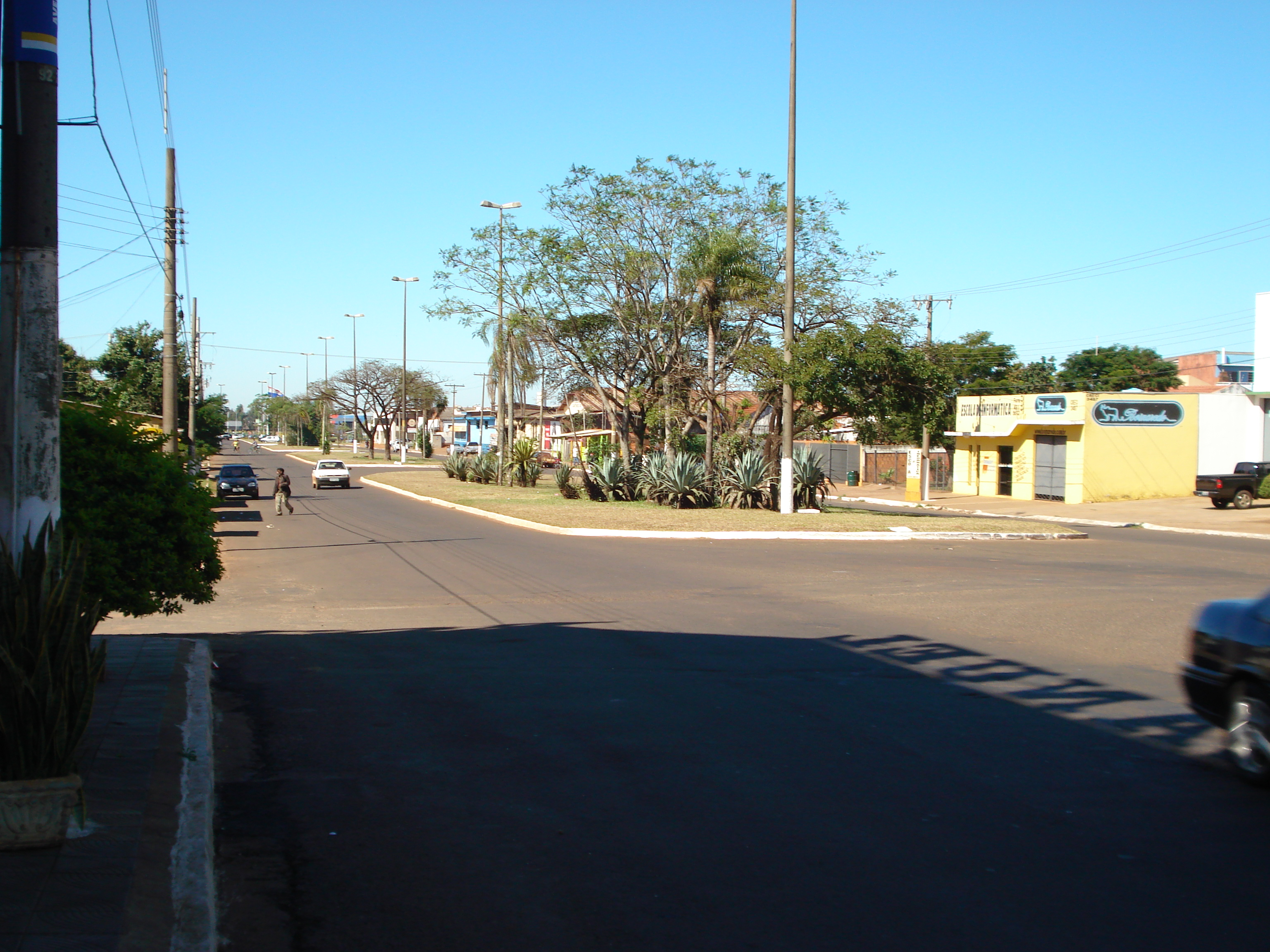
Avenida Internacional, que separa o Brasil do Paraguai

A cidade conta com um estádio de futebol, o Estádio Rio Parapiti, com capacidade de 25 mil pessoas, que foi usado para a Copa América de 1999; é o quinto maior estádio do futebol paraguaio.

## Economia, comércio, serviços e turismo
A Avenida Internacional separa a cidade de Ponta Porã, no Brasil. É uma cidade turística de grande atividade comercial. Quatro línguas coexistem nestas duas cidades fronteiras: o castelhano, o guarani, o jopara e o português.
O Parque Nacional Cerro Cora, localizado a cerca de 41 quilômetros, é um dos seus pontos turísticos. O parque preserva a história da última batalha da Guerra da Tríplice Aliança (1864 - 1870), quando o marechal Francisco Solano Lopez morreu lutando contra os brasileiros em 1 de Março de 1870, nas margens as cabeceiras do Rio Aquidabán.

### Educação
O distrito tem um total de 31 faculdades e escolas secundárias. Entre os privados, os mais conhecidos são: o Colégio Parroquial Rosenstiel, dos Missionários Redentoristas, Colégio Santa Maria de los Angeles, as Irmãs Franciscanas de Cristo Rei do Colégio e da Faculdade Batista Ebenezer. Entre as instituições públicas, as mais conhecidas são o Centro de Educação Regional Doutor Raul Peña e a Escola Nacional de Comércio Cerro Corá.
É a casa de universidades como a Universidade Nacional de Asunción com as Faculdades de Direito e Ciências Sociais e de Agronomía, Universidade Columbia, e na área de medicina a Universidad del Norte, Universidad Sudamericana, Universidad Del Pacífico e outros.

### Meios de comunicação
Alguns jornais de Pedro Juan Caballero:
- Semanario Amambay Ahora
- Semanario Hechos
- Semanario El Vigilante
- Semanario Deportivo Camisa 12

## Transporte
O município de Pedro Juan Caballero é servido pela seguinte rodovia:
- Ruta 05, que liga a localidade de Pozo Colorado - zona rural do municípío de Villa Hayes (Departamento de Presidente Hayes) -  à cidade de Ponta Porã (Mato Grosso do Sul) - (BR-463)
- Caminho em rípio ligando o município a cidade de Zanja Pytá[2][3][4]